# Record of Lodoss War: La saga dei cavalieri
Record of Lodoss War: La saga dei cavalieri (ロードス島戦記-英雄騎士伝-?) è una serie televisiva anime di ventisette episodi trasmessi in Giappone dal 1º aprile 1998 al 30 settembre 1998 e prodotti dalla Anime International Company. La trama della serie è ispirata a quella delle light novel Record of Lodoss War di Ryō Mizuno e in particolar modo dai volumi che vanno dal terzo al decimo.
In Italia Record of Lodoss War: La saga dei cavalieri è stata pubblicata dalla Yamato Video in DVD. La serie televisiva è il sequel della serie OAV Record of Lodoss War, pubblicata nel 1990. Dall'8 dicembre 2008 la serie è stata trasmessa in Italia sulla rete digitale Hiro.

## Trama
Cinque anni dopo la morte dell'imperatore di Marmo durante la "guerra degli eroi" (gli eventi raccontati in Record of Lodoss War), Parn è diventato un importante cavaliere libero di Lodoss ed i suoi storici alleati hanno conquistato fama in tutto il regno. Tuttavia, Ashram, braccio destro dell'imperatore è alla ricerca dello scettro del dominio che gli permetterà di prendere il comando dell'isola di Lodoss. Le sue azioni sembrano far presagire il risveglio della dea della morte e della distruzione. Parn, Deedlit e gli altri dovranno ritornare a combattere per la salvezza di Lodoss, stavolta aiutati da un nuovo gruppo di eroi. Dall'episodio 9 il personaggio di Parn viene accantonato e le vicende si spostano su Spark che aspira a diventare un vero cavaliere al servizio di Re Kashew. Anche Nis, figlia di Slayn e Lelia, giocherà un ruolo importante per le sorti dell'isola di Lodoss.

## Personaggi

### Nuovi Personaggi
- Spark -
- Nis -
- Leaf -
- Ryna -
- Greevus -
- Randal -
- Gaberra -
- Astar -
- Maar -
- Shadam -
- Groder -
- Cecil -
- Sarvan -
- Smeddy -
- Alhaib -
- Hobb -

## Sigle
Sigla di apertura
- Kiseki no Umi cantata da Maaya Sakamoto

Sigla di chiusura
- Hikari no Suashi cantata da Chie Ishibashi

## Episodi
Record of Lodoss War: La saga dei cavalieri è stato trasmesso in prima TV su Hiro esordendo l'8 dicembre 2008 con 3 episodi. In seguito venne trasmesso dal lunedì al venerdì con le repliche della settimana al sabato e domenica.
| Nº | Titolo italiano Giapponese 「Kanji」 - Rōmaji                                                          | In onda           | In onda          |
| Nº | Titolo italiano Giapponese 「Kanji」 - Rōmaji                                                          | Giapponese        | Italiano         |
| 1  | Il libero cavaliere 「自由騎士…新たなる伝説の始まり」 - Jiyū kishi... aratanaru densetsu no hajimari   | 1º aprile 1998    | 8 dicembre 2008  |
| 2  | I guardiani della storia perduta 「竜…失われた歴史の番人」 - Doragon... ushinawareta rekishi no bannin | 8 aprile 1998     | 8 dicembre 2008  |
| 3  | Alla corte di Re Kashew 「王…求められた英雄」 - Ō... motomerareta eiyū                                 | 15 aprile 1998    | 8 dicembre 2008  |
| 4  | Pirati 「海賊…黒き野望を乗せた船」 - Kaizoku... kuroki yabō wo noseta fune                             | 22 aprile 1998    | 9 dicembre 2008  |
| 5  | Il potere di Spirit Destroyer 「魔剣…魂を打ち砕く力」 - Maken... tamashii wo uchikudaku chikara        | 29 aprile 1998    | 10 dicembre 2008 |
| 6  | La riscoperta delle emozioni 「心…よみがえる涙」 - Kokoro... yomigaeru namida                          | 6 maggio 1998     | 11 dicembre 2008 |
| 7  | Il sacrificio di un Eroe 「死…伝えられた優しき心」 - Shi... tsutaerareta yashishiki kokoro             | 13 maggio 1998    | 12 dicembre 2008 |
| 8  | Il sogno e l'ambizione 「支配の王錫…ロードス統一の夢」 - Shihai no ōshaku... Rōdosu tōitsu no yume     | 20 maggio 1998    | 15 dicembre 2008 |
| 9  | Un giovane aspirante cavaliere 「若き騎士…試される力」 - Wakaki kishi... tamesareru chikara            | 27 maggio 1998    | 16 dicembre 2008 |
| 10 | Una missione da compiere 「奪回…与えられた任務」 - Dakkai... ataerareta ninmu                          | 3 giugno 1998     | 17 dicembre 2008 |
| 11 | Una ragazza guidata dagli dei 「光…神に導かれた少女」 - Hikari... kami ni michibikareta shōjo          | 10 giugno 1998    | 18 dicembre 2008 |
| 12 | Inseguendo ombre oscure 「出陣…黒い影を追って」 - Shutsujin... kuroi yami wo otte                      | 17 giugno 1998    | 19 dicembre 2008 |
| 13 | L'oscuro potere dilaga 「悪夢…忍び寄る暗黒の力」 - Akumu... shinobiyoru ankoku no chikara              | 24 giugno 1998    | 22 dicembre 2008 |
| 14 | La verità è svelata 「扉…告げられた真実」 - Tobira... tsugerareta shinjitsu                            | 1º luglio 1998    | 23 dicembre 2008 |
| 15 | Il ritorno del cavaliere nero 「宿敵…黒騎士との再会」 - Shukuteki... kurokishi to no saikai            | 8 luglio 1998     | 24 dicembre 2008 |
| 16 | La città santa 「聖なる者…手がかりを求めて」 - Seinaru mono... tegakari wo motomete                    | 15 luglio 1998    | 25 dicembre 2008 |
| 17 | Tempo di decisioni 「決断…迫られた選択」 - Ketsudan... semarareta sentaku                              | 22 luglio 1998    | 26 dicembre 2008 |
| 18 | La via da seguire 「使命…自ら進む道」 - Shimei... mizukara susumu michi                                | 29 luglio 1998    | 29 dicembre 2008 |
| 19 | Vecchi amici 「再会…遠き戦乱の異国で」 - Saikai... tōki senran no ikoku de                             | 5 agosto 1998     | 30 dicembre 2008 |
| 20 | La riscossa di Vagnard 「来襲…奪われた最後の希望」 - Raishū...ubawareta saigo no kibō                  | 12 agosto 1998    | 31 dicembre 2008 |
| 21 | Un passo verso il futuro 「誓い…未来へ進む一歩」 - Chikai... mirai e susumu ippo                       | 19 agosto 1998    | 1º gennaio 2009  |
| 22 | La via è aperta 「開放…開かれた道」 - Kaihō... hirakareta michi                                        | 26 agosto 1998    | 2 gennaio 2009   |
| 23 | Sull'isola delle tenebre 「上陸…恐るべき暗黒の島」 - Jōriku... osoru beki ankoku no shima              | 2 settembre 1998  | 5 gennaio 2009   |
| 24 | La sfida della Strega Grigia 「魔女…力の均衡を保つ者」 - Majo... chikara no chinkon wo tamotsu mono    | 9 settembre 1998  | 6 gennaio 2009   |
| 25 | La scelta del cavaliere nero 「決着…黒騎士の選択」 - Kecchaku... kurokishi no sentaku                  | 16 settembre 1998 | 7 gennaio 2009   |
| 26 | L'avvento della distruttrice 「破滅…解き放たれた邪神」 - Hametsu... tokihanatareta jashin              | 23 settembre 1998 | 8 gennaio 2009   |
| 27 | La nascita di un nuovo cavaliere 「英雄…新たなる騎士の誕生」 - Eiyū... aratanaru kishi no tanjō        | 30 settembre 1998 | 9 gennaio 2009   |